# M83
M83 er et fransk band centreret omkring franskmanden Anthony Gonzalez. Bandet blev dannet i 2001 og har indtil videre udgivet 7 studiealbums, hvoraf det seneste Junk udkom i 2016.

## Historie
Tekst mangler, hjælp os med at skrive teksten

## Diskografi

### Studiealbums
- M83 (2001)
- Dead Cities, Red Seas & Lost Ghosts (2003)
- Before the Dawn Heals Us (2005)
- Digital Shades Vol. 1 (2007)
- Saturdays = Youth (2008)

- Hurry Up, We're Dreaming (2011)

- Junk (2016)

### Singler
- 0078h (2004)
- Run Into Flowers (2004)
- America (2004)
- A Guitar And A Heart (2004)
- Don't Save Us From The Flames (2005)
- Teen Angst (2005)
- Couleurs (2008)
- Graveyard Girl (2008)
- Kim & Jessie (2008)
- We Own The Sky (2008)
- Midnight City (2011)
- Do it, try it (2016)